# President Roxas (Cotabato)
President Roxas (Bayan ng President Roxas) är en kommun i Filippinerna. Kommunen ligger på ön Mindanao, och tillhör provinsen Cotabato. Folkmängden uppgår till 41 231 invånare.

## Barangayer
President Roxas är indelat i 25 barangayer.
| - Alegria - Bato-bato - Del Carmen - F. Cajelo (New Maasin) - Idaoman - Ilustre - Kamarahan - Camasi - Kisupaan - La Esperanza - Labu-o - Lamalama - Lomonay | - New Cebu - Poblacion - Sagcungan - Salat - Sarayan - Tuael - Greenhill - Cabangbangan - Datu Indang - Datu Sandongan - Kimaruhing - Mabuhay |